# 東急グループ
東急グループ（とうきゅうグループ、英: Tokyu Group）は、東急株式会社を中核とする日本の企業グループ。 鉄道を中心とした交通事業を基盤とした「街づくり」を事業の根幹に置き、鉄軌道事業、不動産、生活サービス、ホテル・リゾート事業などを展開している。
東急電鉄最大のターミナル駅である渋谷駅が所在する東京都渋谷区に本社を置く企業が多く、渋谷地区は東急グループの本拠地である。 2020年3月末現在、232社5法人で構成。大手私鉄グループの中では、連結売上高は近鉄グループホールディングスに次ぐ2位、連結総資産は阪急阪神ホールディングスに次ぐ2位である。コーポレートスローガンは「美しい時代へ―東急グループ」。

## 概要
創業家である堤家一族が確立した旧西武グループや、根津家一族が経営に深く関わっている東武鉄道など、同じ電鉄系のほかの企業集団とは異なり同族経営とはしておらず、東急グループの五島家一族（五島慶太・五島昇など）は創業家ではなく、資本的な（株式）支配も希薄で純粋な『経営者』に徹した。
このことから、世襲の弊害を意識して実力主義を貫き、多角化が順調に進んだ。安定的な収益を生む鉄道を中核に、交通・不動産・リテール・レジャー・サービス・リゾート／ホテル等の各分野が一丸となっているのが強みである。また、東急の祖業は田園都市株式会社というデベロッパーであり、伝統的に不動産に強く東急不動産は東急グループの重要な稼ぎ手であるが、東急の連結子会社ではなく、持分法適用関連会社である。
グループ規模に対して、トップシェアとなる分野がないことから、「御公家集団」と評されることもある。これは、グループ総帥・五島昇の「全国展開、あるいはナショナルブランド化は安易に進めてはならない。まず、偉大なローカルブランドとなることが出発点だ」という方針によるとされている。

### 五島昇亡き後
1989年に五島昇を失った影響は大きかった。五島亡き後、横田二郎を中心とする集団指導体制に移行したが、グループ各社のトップも年齢的に退く時期になり、やや求心力を欠いた経営をやっているように思われた。
だが、「東急グループ」の厳格なマネジメントは存在しておらず、拡大や成長とともに各社の自由な裁量で、グループ加盟会社毎に事業拡大・肥大化した。グループ各社で事業部門が重複し無秩序に増えていった結果、最大で500社を数えるまでに膨張。バブル崩壊後の縮小経済下では、そのスケールの巨大さはデメリットに転じ、1999年（平成11年）3月末の有利子負債はグループ全体で3兆円以上を抱えるなど業績不振に陥った。さらに、グローバル基準である連結決算重視の流れや減損会計の導入などを受けて、グループ大再編に踏み切った。

### 1990年代後半以降
1998年、東急グループ代表・清水仁の下、主要加盟社に対し「自立なき者は共創の輪に加わる事ができない」旨 を通告したのを皮切りに、リストラを大胆に加速。磐石である『電鉄』に依存するのみで、「シナジー価値を創出していない」と判断された数百社をグループから離脱・独立させた。
そして、無秩序な全国拡張路線を改め、原則的に東急沿線や都市部に経営資源を集中させ、「東急の価値を共に高める総合力」が東急グループであると定義した。
重要なコア事業を担う子会社等は、本体、すなわち今の東急株（「東急株」とは旧東京急行電鉄を改称した東急株式会社の略称。なお「東急」との略称は東急電鉄を指す）にとってのポートフォリオ企業として監視を強める体制にした。加盟社数は大きく減少したが、業績は逆に好転し回復傾向にある。

## 主なグループ会社・法人

### 中核
- 東急株式会社

### 交通事業関連
| - 北海道 - 北海道エアポート - じょうてつ - ニッポンレンタカー北海道 - 網走交通 - 遠軽通運 - 東和運輸 - 北海鋪道 - 東北地方 - 仙台国際空港 - 首都圏 - 東急電鉄 - 東急バス | - 中部地方 - 富士山静岡空港 - 伊豆急ホールディングス - 伊豆急行 - 下田ロープウェイ - 上田電鉄 - 中国地方 - 広島国際空港 |

### 流通事業関連

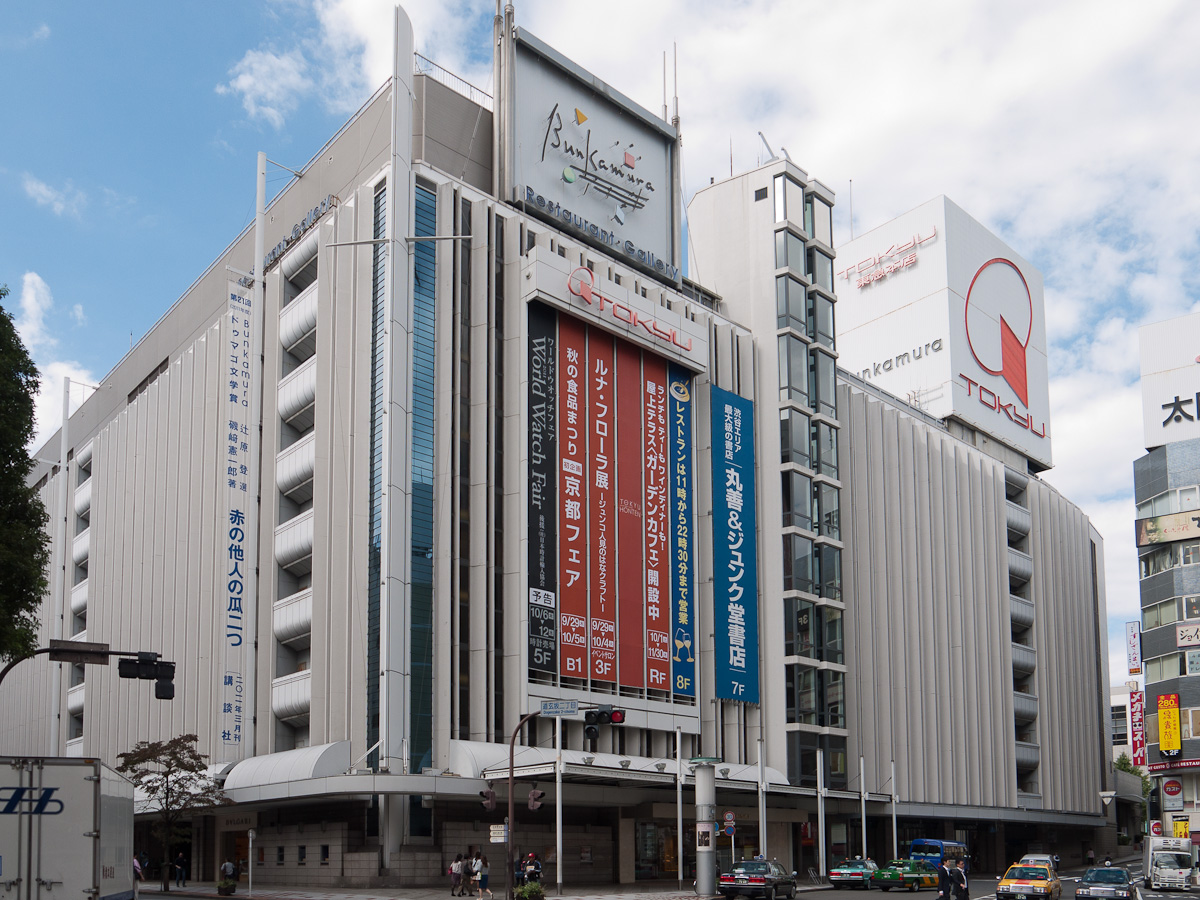
東急百貨店本店（2023年1月31日をもって閉店）

- 東急百貨店 - 東急百貨店、専門店ビル（日吉東急avenue、港北東急、町田東急ツインズ）、直営食品売場（青葉台 東急フードショー、FOOD PATIO レ・シ・ピ町田）

  - セントラルフーズ - 食肉類の加工・販売、冷凍食品の製造、輸入、販売等
  - 東急タイム - 時計、貴金属、宝石の販売
  - 渋谷地下街 - 不動産管理・賃貸業、写真業・画像情報業等
- ながの東急百貨店 - ながの東急百貨店
  - 北長野ショッピングセンター- ながの東急ライフ
- 東急ストア - スーパーマーケット（とうきゅう、フレル、東急ストア、プレッセ、東急ストアフードステーション）、駅売店・コンビニ（toks、LAWSON+toks）、駅ナカ店舗（QBハウス、青山フラワーマーケット）
  - 東光食品 - 豆腐、揚物、蒟蒻、麺、納豆、米飯、和菓子、ゼリーの製造ならびに仕入販売
  - 東光食糧 - 米穀のとう精、卸売業、食品仕入れ、販売業
  - 東光フローラ - 生花・観葉植物等の仕入、販売、花の専門店「とうきゅうフローラ」、「FLEUR KAREN」の経営
- ティーアール・フーズ - フランチャイズでコンビニエンスストア「ファミリーマート」、「TSUTAYA」の運営
- 東急モールズデベロップメント - 東急スクエア（青葉台、五反田、香林坊（金沢）、みなとみらい（横浜））をはじめ、グランベリーパーク、たまプラーザテラス、港北 TOKYU S.C.等を運営
- SHIBUYA109エンタテイメント - 109（イチマルキュー）（渋谷、阿倍野、鹿児島、香港）、109MEN'S（渋谷、天神コア、4丁目プラザ）を運営
- 伊豆急物産 - 食堂、売店の経営・賃貸業、駅構内・車内における物品販売、水産物の加工・販売業務、和洋菓子・漬物類の製造・販売等

### ホテル・リゾート事業関連
- 東急系
  - 東急ホテルズ&リゾーツ - 下記2社が2023年4月1日に合併して発足。[7]
    - 東急ホテルズ - ザ・キャピトルホテル東急、東急ホテル、エクセルホテル東急、東急REIホテル、東急イン、東急リゾート、ホテル東急ビズフォート、パン パシフィック 横浜ベイホテル東急
    - 東急シェアリング - タイムシェア型会員制リゾートホテル「東急バケーションズ」の運営

  - 東急リネン・サプライ - クリーニング、ユニフォームのレンタルなど
- 東急不動産系
  - 東急リゾート - 別荘、土地、マンション、会員制リゾートホテル（東急ハーヴェストクラブ）の販売管理、ゴルフ会員権等、商品の売買仲介業と受託販売業
  - 東急リゾーツ&ステイ - アパートメントホテル「東急ステイ」の経営、経営受託。会員制リゾートホテル（東急ハーヴェストクラブ）、リゾートホテル「ホテルハーヴェスト」、ゴルフ場、スキー場、別荘の運営受託、コンサルティング
- 伊豆急ホールディングス系
  - 伊豆観光ホテル - ホテル伊豆急
  - ルネッサ - ホテル・コテージの経営および経営受託、スポーツ施設の運営、料理飲食店の運営、研修セミナーなどの企画および運営
- 上田交通系
  - 上田ステイ - アパートメントホテル

### 総合不動産・不動産事業関連
| - 東急不動産ホールディングス - 持株会社（持分法適用関連会社であり、連結子会社ではない） - 東急不動産 - 不動産業 - 東急ホームズ - 輸入住宅販売、住宅リフォーム - ティーエイチホームサービス - 東急ホームズの設計・施工物件の定期診断 - 東急コミュニティー - 不動産管理 - 東急ビルメンテナンス - 設備管理 - コミュニティワン - マンション管理、設備管理 - 東急リバブル - 不動産仲介 - 東急リバブル札幌 - 不動産仲介 - 東急リバブル東北 - 不動産仲介 - 東急リバブル名古屋 - 不動産仲介 - 東急リバブル九州 - 不動産仲介 - リバブルアセットマネジメント - 不動産賃貸 - リバブル・ピーエイ - サブリース事業 - 東急住宅リース - 住宅の賃貸、管理、仲介 | - 東急セルリアンタワー - 東急プロパティマネジメント - 設備管理、人材派遣、不動産管理事業 - 共同技術センター - 設備管理 - 東急ライフィア - 売買仲介、販売代理、駐車場事業、賃貸事業 - 伊豆急コミュニティー - 分譲住宅販売、マンション販売、ビル賃貸 - 伊豆急ハウジング - 田園都市設備工業 - 瓦斯器具の設備工事、住宅リフォーム - 札幌東急リフォーム - 住宅リフォーム - 上田交通 |

### 建設事業関連
- 東急建設 - 総合建設業

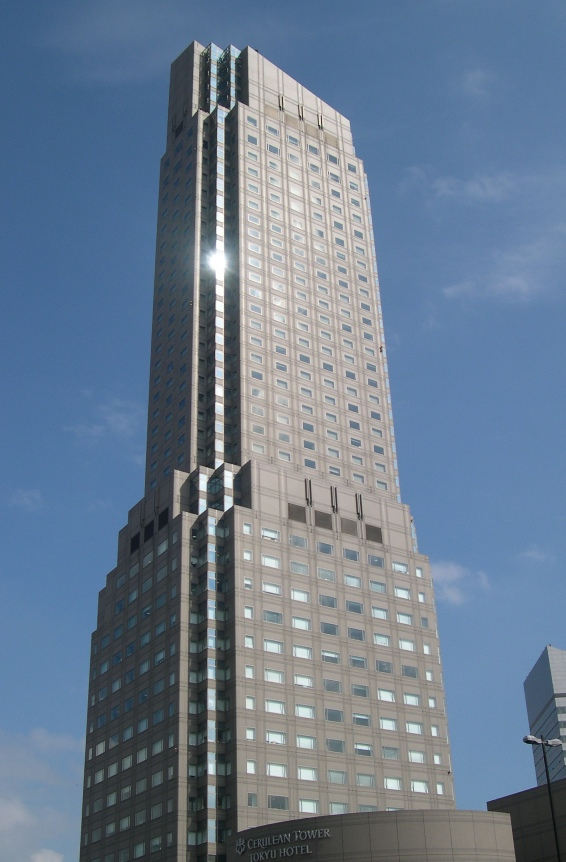
渋谷セルリアンタワー

  - 東建産業 - 土木建築用資機材の製造加工、販売、整備および土木建築工事の設計・施工請負
  - 東急リニューアル - 建物の増改築、改修に関する受託調査、企画、設計、監理、施工、家具の販売並びに施工
  - チョウカンチャン・トウキュウ　コンストラクション
  - トウキュウ・コンストラクション・インドネシア
- 世紀東急工業 - 道路建設、スポーツレジャー施設、環境開発・整備事業
  - 新世紀工業
  - エス・ティ・サービス
  - エスティ建材
  - 水戸プロパティー
  - 中外エンジニアリング
  - やまびこ工業
  - みちのく工業
- 石勝エクステリア - 環境技術、緑地管理、造園
  - 石勝グリーンメンテナンス
- 東急グリーンシステム - ゴルフ場・造園・土木の企画・設計・監理・施工
- 東急設計コンサルタント - 企画開発、建築設計、土木設計およびコンサルタント
- 東急ジオックス - 建設用資材販売
- 伊豆急ハウジング - 建築、土木、造園、リフォーム

### 製造・整備事業関連
- 東急テクノシステム - 東急の鉄道・バス車両の車体更新工事および他社譲渡車両（鉄道車両・バス車両）の改造など（旧・東横車輌電設）
- 東急レールウェイサービス - 車両整備、東急田園都市線渋谷駅等の一部駅業務・駐輪場管理業務
- 東急軌道工業 - 軌道の保守管理

### レジャー事業関連
- 東急レクリエーション - 映画館、109シネマズ（シネマコンプレックス）、映画配給、ボウリング場、フィットネスクラブ「AXIA」、フットボールコミュニティー、ランキンランキン等を運営
  - 広島東急レクリエーション
  - 熊本東急レクリエーション
- 東急レジャー - 加山雄三ミュージアム等の運営
- 堂ヶ島マリン - 遊覧船
- 東急スポーツシステム（東急出資） - フィットネスクラブ「アトリオあざみ野、アトリオドゥーエ碑文谷・二子玉川・武蔵小山・たまプラーザ・青葉台」、田園テニス倶楽部、東急あざみ野テニスガーデン、東急あざみ野ゴルフガーデン、スイング碑文谷、東急スイミングスクール、アディダスフットサルパーク渋谷・池袋・川崎・あざみ野・たまプラーザ・横浜金沢、J-フロンテッジフットボールスクール等を運営

### サービス事業関連
| - 東急エージェンシー - 広告代理店 - 東急エージェンシープロミックス - 東急スペース開発 - 広告代理店 - イメージスタジオ109 - 広告制作、貸しスタジオ - 東急メディア・コミュニケーションズ - 広告代理店（「デイリーポータルZ」の運営＜2023年12月まで＞など） - 東急ディマンドアイ - 広告代理店 - キューフロント - QFRONT - ティーエープロモーションネット - 広告制作 - イッツ・コミュニケーションズ - ケーブルテレビ、インターネットサービスプロバイダ（旧「東急ケーブルテレビジョン」） - 横浜コミュニティ放送 - コミュニティ放送局 - ケーブルテレビ品川 - ケーブルテレビ、インターネットサービスプロバイダ - エフエムしながわ - コミュニティ放送局 - 伊豆急ケーブルネットワーク - ケーブルテレビ、インターネットサービスプロバイダ - 東急カード - ポイントカード「TOP&」（クレジットカードおよび「現金専用カード」）の運営 - 東急ロイヤルクラブの運営 - 東急セキュリティ - 警備 - 東光サービス - 警備 - 北海道東急ビルマネジメント - 警備、設備管理、人材派遣（2010年9月まで「じょうてつサービス」） - 東急リビングサービス - トランクルーム、健康食品販売、ハウスクリーニング - TCフォーラム - ホール・レンタルスペース会議室等の管理運営 - 東急百貨店サービス - 人材派遣、ビル管理 - コミュニティスタッフ - 人材派遣 - エルスタッフ - 人材派遣 - 桜サービス - 不動産賃貸派遣 - 東急リバブルスタッフ - 人材派遣 - 東急エージェンシービジネスサービス - 人材派遣 | - キッズベースキャンプ - 民間学童保育事業の経営 - 東急ウィル - 障害者雇用促進法に基づく特例子会社。障害者を積極的に雇用し鉄道施設の清掃などを行っている - 伊豆急コミュニティ - 寮・保養所の運営管理受託事業等 - イーウェル - 福利厚生関連事業 - 東急イーライフデザイン （東急不動産出資） - 高齢者住宅・サービス付き高齢者向け住宅・介護付有料老人ホームの経営・運営・運営受託 - 東急ウェルネス（東急出資） - 高齢者住宅・サービス付き高齢者向け住宅・介護付有料老人ホーム・通所介護の経営・運営・運営受託 - じょうてつケアサービス - 認知症高齢者共同生活介護、訪問介護、通所介護等 - 東急グルメフロント - 直営店で、しぶそば、カフェ・キュート、フランチャイズで、ドトールコーヒーショップ、セガフレード・ザネッティ、ケンタッキーフライドチキン、ミスタードーナツ、スープストックトーキョー、京樽、ふらんす亭、銀座コージーコーナー等の飲食店、フードモールの運営 - 東急フードサービス - フランチャイズで、プロント、札幌ラーメン横丁の「満龍」等の運営 - 東急サービス - 飲食店経営 - インターナショナルレストランサービス - 飲食店経営 - 東急パワーサプライ - 特定規模電気事業者（いわゆる「新電力」） |

### 文化・教育事業関連
| - 五島育英会 - 東京都市大学（旧武蔵工業大学、東横学園女子短期大学）、東京都市大学付属中学校・高等学校、東京都市大学等々力中学校・高等学校、東京都市大学塩尻高等学校、東京都市大学付属小学校、東京都市大学二子幼稚園、東急自動車整備学校・東急自動車学校 - 亜細亜学園 - 亜細亜大学、亜細亜大学短期大学部 - 東急文化村 - Bunkamura（オーチャードホール、シアターコクーン、ル・シネマ、ザ・ミュージアム、ギャラリー、スタジオ） - 五島美術館 - 大東急記念文庫 | - 電車とバスの博物館 - 天文博物館五島プラネタリウム - 東急財団（旧とうきゅう環境財団、とうきゅう留学生奨学財団、五島記念文化財団） |

### サポート部門関連
| - 東急ファイナンスアンドアカウンティング - 資金の効率化、経理業務の集約化、給与計算の合理化、経営改善の推進を目的とし、1997年（平成9年）に設立。通称TFA。 - 東急テックソリューションズ - システムの開発・設計・運用管理。通称 東急テック TSOL(ティーソル)。 - 東急保険コンサルティング - 保険代理店、来店型店舗「東急ほけんのコンシェルジュ」運営。通称TIC。 - 東急不動産キャピタル・マネジメント - 不動産ファンドの運用 - 東急不動産ローン保証 - 不動産ローン保障 | - 東急病院 - 東急沿線住民、東急グループ社員のために設立された医療機関。東急の組織の一つで、経営統括室に属する。 - 東急リアル・エステート・インベストメント・マネジメント - 金融商品取引業（投資運用業） - 東急総合研究所 - 流通コンサルティング、マーケティング調査 - 東急住生活研究所 - 不動産、住生活、都市開発、リゾート、各種サービス事業に関するマーケティング |

### 廃止された主な事業など

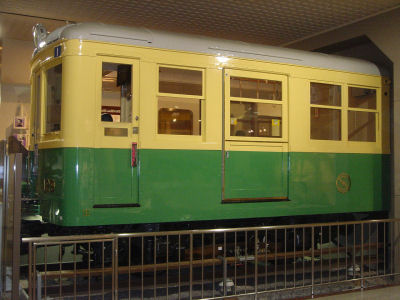
東京高速鉄道開業時に用いられた100形電車（地下鉄博物館に保存のカットボディ）

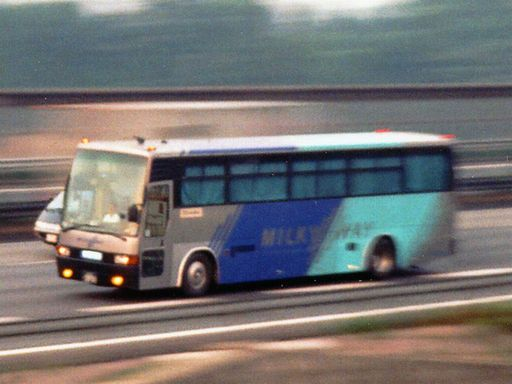
かつて東急バスが運行していた夜行高速バス「ミルキーウェイ」

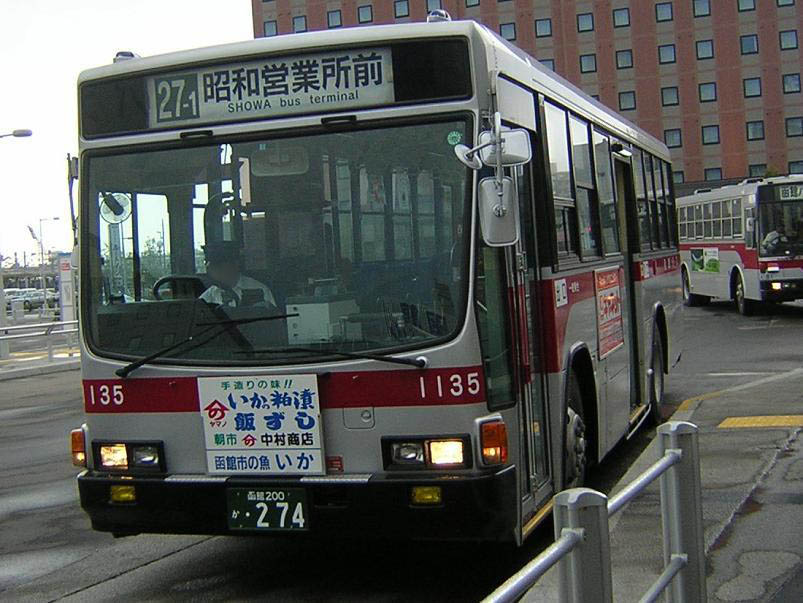
函館バス市内・近郊路線車両
（函館駅前バスターミナル。東急バスからの移籍）

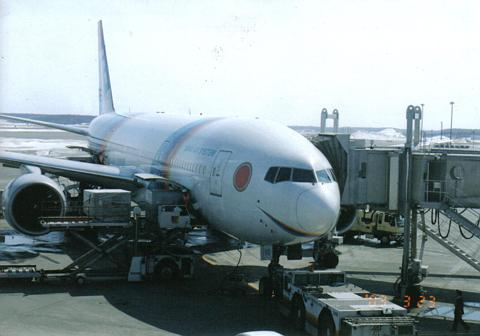
日本エアシステムのボーイング777-200型機
（新千歳空港、2002年3月）

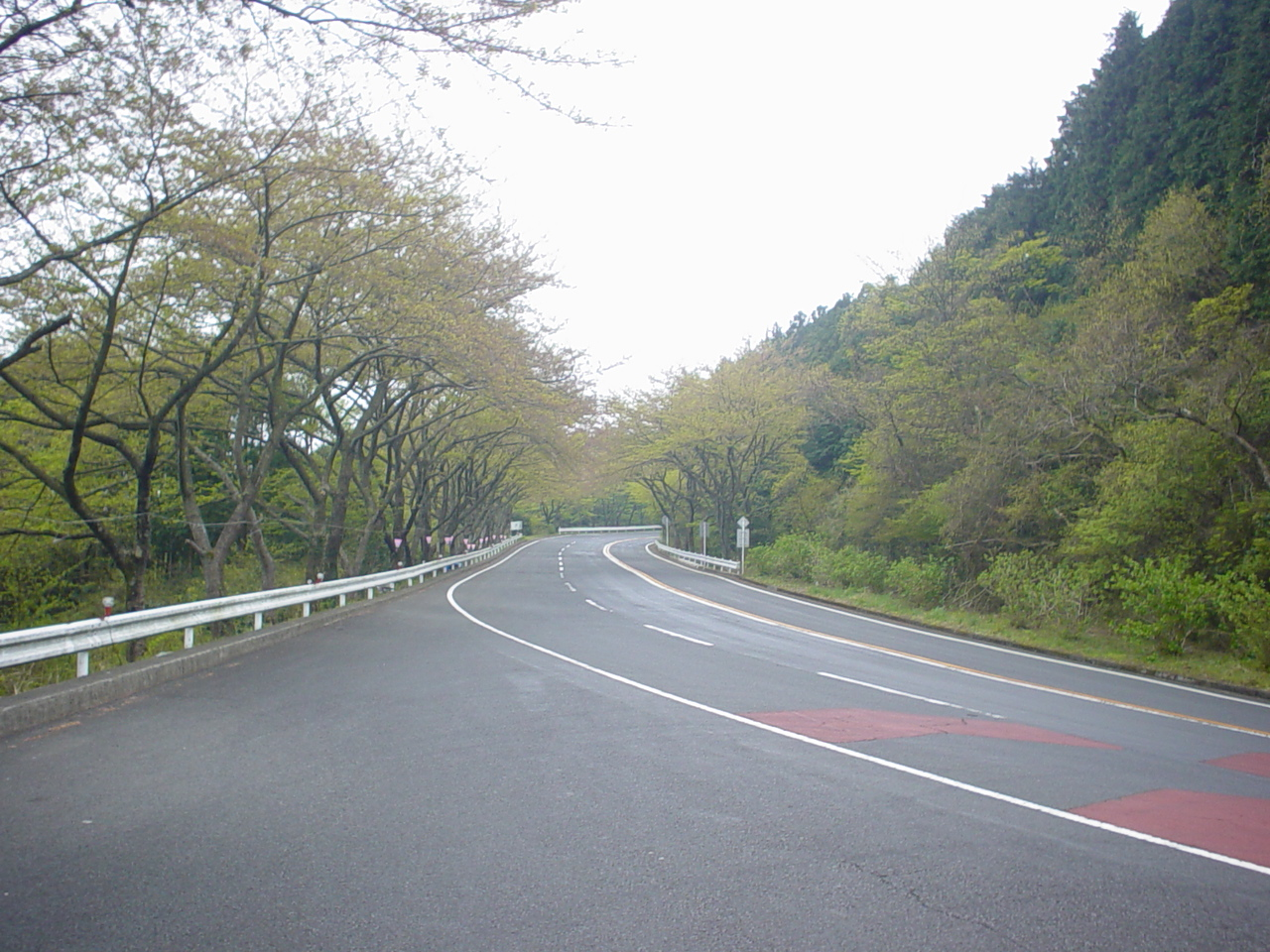
箱根ターンパイク御所ノ入り駐車場から撮影

以下に、かつて（過去）のグループ会社、過去に資本関係があった企業、および事業を列挙する。
- 東京高速鉄道 - 1941年（昭和16年）7月、当時の陸上交通事業調整法に基づき、東京地下鉄道と、未成に終わりペーパー会社となっていた京浜地下鉄道とともに、帝都高速度交通営団（現：東京地下鉄）として統合された。現在の東京メトロ銀座線の前身の一つ。
- 戦時体制で「大東急」を形成した企業。1948年（昭和23年）6月1日に分離。
  - 京王電鉄 - 戦後、過度経済力集中排除法は免れたが、旧小田急従業員を中心とする独立運動が高まり社内が分裂し、また公職追放された五島慶太の判断もあり会社分割が決定。東急の第2会社となる。東急が京王帝都電鉄と命名し分離。事業譲渡価格は5,115万2800円。1998年（平成10年）に現社名に変更。
  - 小田急電鉄 - 戦後、過度経済力集中排除法は免れたが、東急の第3会社となる。東急が小田急電鉄と命名し分離。事業譲渡価格は6,635万1000円。
    - 神奈川中央交通 - 小田急電鉄分離時に譲渡。
    - 小田急箱根 - 同上。

  - 京浜急行電鉄 - 戦後、過度経済力集中排除法は免れたが、東急の第4会社となる。東急が京浜急行電鉄と命名し分離。事業譲渡価格は1億45万3,100円。
- 相模鉄道（登記上の現社名：相鉄ホールディングス） - 1947年（昭和22年）6月に分離。なお、東急への運営委託時の厚木飛行場の設立を機に、路線の一部を国有化（現在のJR相模線）。
  - 神中鉄道 - 現在の相鉄本線、厚木線。1939年（昭和14年）9月に傘下入り。1943年（昭和18年）4月に経営合理化の一環として相模鉄道(当時)に買収され消滅。[8]
- 江ノ島電鉄（旧社名：江ノ島電気鉄道）- 1947年（昭和22年）3月15日に離脱。のち前述の小田急系に帰属。
- 静岡鉄道 - 1947年（昭和22年）に離脱。
なお、現在でも筆頭株主は東急である。
- おんたけ交通 - 1964年（昭和39年）に離脱。名鉄グループに移ったが、のちに地元自治体出資の第三セクターに。
- 越後交通 - 1966年（昭和41年）2月4日に離脱。のちに創業家である長岡田中家が主導権を掌握。NST新潟総合テレビの設立・開局に関与。
- 北紋バス - 2001年（平成13年）に離脱。
- 群馬バス株式会社 - 2001年（平成13年）10月1日に、従業員出資の株式会社群馬バスにバス事業を譲渡。上毛施設株式会社に社名変更。2005年（平成17年）1月11日に解散。
- 美鉄バス - 2002年（平成14年）3月31日営業終了、4月1日に解散後、美唄市民バスへ。
- 函館バス - 2003年（平成15年）に函館市からの資本受入により離脱。函館市企業局交通部（旧:函館市交通局）の各項も参照。
- あつまバス - 2005年（平成17年）に離脱。
- 千曲バス - 現在はグリーンキャブ傘下。
- 現：国際興業バスの前身
  - 鳩ヶ谷自動車
  - 赤羽乗合自動車商会／中仙道乗合自動車／東都乗合自動車
  - 石神井成増間自動車商会
  - 池袋乗合自動車
- 関東乗合自動車 - 現：関東バス
- 大正自動車／幡ヶ谷自動車 - 現：京王バス東
- 芝浦乗合自動車
- 代々木乗合自動車 - 現：京王バス東
- ヱビス乗合自動車／日本興業
- 城西乗合自動車商会 - 現：京王バス東
- 府中乗合自動車商会 - 現：京王バス中央
- 東海道乗合自動車 - 戦時統合によりいくつかのバス会社を合併し神奈川中央乗合自動車と改名、現：神奈川中央交通
- 日本交通 - 1951年（昭和26年）6月に同社社長の川鍋秋蔵に譲渡。ただし正式なグループ離脱は2000年頃。
- 神奈川都市交通 - 1947年（昭和22年）3月25日に離脱。ただし、TOKYUポイント・東急駅での構内営業など、営業上の関係は継続している。
- 東名急行バス - 1975年（昭和50年）3月31日に営業終了、10月1日に解散。
- 東急鯱タクシー - 2003年（平成15年）に第一交通産業に売却。現：鯱第一交通。
- 網走交通バス - 2009年（平成21年）10月1日に離脱。
- 宗谷バス - 2009年（平成21年）10月1日に離脱。
- 北海道北見バス - 2009年（平成21年）10月1日に離脱。
- 斜里バス - 2009年（平成21年）10月1日に離脱。
- 東急鯱バス - 2009年（平成21年）10月1日に離脱。現：鯱バス
- 上電バス - 2009年（平成21年）10月1日に離脱。現：上田バス
- 上田電鉄タクシー - 2009年（平成21年）10月1日に離脱。
- 草軽交通 - 2009年（平成21年）10月1日に離脱。
- 草軽観光バス - 2009年（平成21年）10月1日に離脱。
- 日本エアシステム - 日本航空ジャパン→日本航空インターナショナルへ吸収。本体は日本航空（3代目）として存続。
- 河口湖汽船 - 1970年（昭和45年）3月に全株式を富士急行へ売却。
- ティーエルサービス（旧：相鉄配送） - 2005年（平成17年）6月に離脱し、SBS傘下に入る。2012年（平成24年）7月同じSBS系のティーエルトランスポート（旧社名：小田急トランスポート）に吸収合併。
- 東急エアカーゴ - 2004年（平成16年）12月のみずほ陣営主導によるMBOにより離脱。
- 日本貨物急送 - 2005年（平成17年）6月に離脱し、SBS傘下に入る。現：SBSフレイトサービス。
- 伊豆貨物急送 - 2005年（平成17年）6月に離脱し、SBS傘下に入る。2012年（平成24年）7月日本貨物急送に合併。
- 東急ロジスティック（旧：相鉄運輸） - 2005年（平成17年）6月に離脱し、SBS傘下に入る。現：SBSロジコム。2017年（平成29年）1月SBSトランスポートを合併。
- 横浜東部運送 - 現・東部ネットワーク。
- 王子運送 - 現・福山通運（近鉄グループ）傘下。
- 浅上航運倉庫 - 1979年（昭和54年）6月に保有していた全株式を浅上航運倉庫の子会社である大崎建運へ売却。現・アサガミ。
- 東急車輛製造大阪製造所（旧帝国車両工業） - 2003年（平成15年）8月に撤退、跡地には2008年（平成20年）3月にアリオ鳳（7&i系、イトーヨーカ堂とセブン&アイ・クリエイトリンクによる共同運営）開業。
- 箱根ターンパイク - 2004年（平成16年）3月に離脱。
- 東急観光 - 2004年（平成16年）3月に離脱、2006年（平成18年）1月にトップツアーへ社名変更。2013年（平成25年）8月に東武鉄道が子会社化[9] し、2015年（平成27年）4月に東武トラベルと合併して、東武トップツアーズとなる。
- 札幌東急ストア - 現：東光ストア。2009年（平成21年）10月末に離脱。
アークスグループが、同社の全株式を東急および関係会社（東急ストア）から取得して子会社化。
- 東急フーズ
  - ベーカリー事業部 - 1994年（平成6年）に分社化され、株式会社サンジェルマンとなり、2002年（平成14年）より日本たばこ産業 (JT) 傘下。
  - レストラン事業部 - 分社化され、株式会社レストラン・モンテローザとなり、2003年（平成15年）より現：シダックスレストランマネジメント。
  - ミート事業部 - 現：セントラルフーズ。※現在はセントラルフーズのみ東急系。
- 東映 - 旧：東横映画。1964年（昭和39年）に分離独立。ただし健康保険組合は現在も同じ東京西南私鉄連合健康保険組合であり、また東急は現在も同社の第5位株主であるほか、子会社の東映建工により本グループのシネマコンプレックスで、神奈川県藤沢市にある109シネマズ湘南や、東京都町田市にある109シネマズグランベリーパークのシネコンの建築・内装などをそれぞれ手掛けるほか、同社の代表取締役会長である多田憲之が同施設を運営する東急レクリエーションの社外取締役を務めるなど、関係は維持している[10][11][12]。
- 東急ベースボール倶楽部 - プロ野球球団・東急フライヤーズ→急映フライヤーズ→東急フライヤーズ→東映フライヤーズの運営会社（1954年以降の球団運営は、東映子会社の東映興業に移管した）。1973年（昭和48年）2月に東映に正式に譲渡された後、すぐに日拓ホームへ売却され日拓ホーム野球に改称したが、同年日本ハムに譲渡され、日本ハム球団と改称。2003年（平成15年）球団が北海道に移転する際に特別清算された。
- BS松竹東急（東急出資。松竹と共同出資） - BSデジタル放送テレビ局[13] として2022年に開局したが、2025年6月30日をもって撤退。全株式をJCOMに譲渡し、翌7月1日よりJCOM BSとして放送。
- 東急くろがね工業 - 1970年（昭和45年）、日産自動車ほかに売却、東急グループを離脱。現：日産工機。
- 東急工建（1985年に東急プレハブより商号変更） - 東急建設の子会社としてプレキャストコンクリート工法専業では大成プレハブに次ぐ第二位であり、住宅・都市整備公団やデベロッパー物件を多く建築したが、受注低迷、一時発行した外債等の有利子負債増加により、東急グループ方針の関係上2000年（平成12年）に清算・解散。
- 東急設備（旧：東急環境プラント） - 受注低迷により、2000年（平成12年）に清算・解散。
- ファンハウス（現：ソニー・ミュージックレーベルズ・アリオラジャパン / Sony Music Labels inc.） - BMGビクター→BMGジャパン[注釈 1]→BMGファンハウス→BMG JAPAN→ソニー・ミュージックエンタテインメントに買収・合併。元東芝EMI専属関係者だった新田和長や加山雄三らが設立に関与。
- イースト・コミュニケーションズ - 2000年（平成12年）に離脱。
- スーパー銭湯「ざぶん」 - 東急不動産が2009年（平成21年）2月、相鉄不動産販売に売却。
- 国民銀行（旧社名：国民相互銀行） - 1974年（昭和49年）に離脱、国際興業グループ入り。その後1998年（平成10年）に経営破綻、八千代銀行に営業譲渡。
買収当時、東急グループのOB会社に該当する国際興業は交通のほか地銀・建設・ホテル等、多角展開を推し進めていた。
- レールファン東急 - 音楽館（元カシオペアのキーボード奏者・向谷実により設立した個人事務所）
- ゴールドパック - 食品・清涼飲料水の製造・販売。2011年2月より丸紅傘下となる。
- シロキ工業（旧社名：白木金属工業） - 自動車部品の製造・販売。2011年4月より筆頭株主がトヨタ自動車となる。2016年4月にアイシンの完全子会社化。
  - 九州シロキ - 自動車部品の製造・販売
  - シロキ・ブローゼ - 自動車部品の開発・製造販売
  - シロキ精機 - 金型類・工作機械等の製造・販売
  - シロキ商事 - 鋼材・合成樹脂材・工作機械の販売
  - シロキ ノースアメリカ - 自動車部品の製造・販売
  - シロキ GA LLC - 自動車部品の製造・販売
  - 広州白木汽車零部件有限公司 - 自動車部品の製造・販売
  - シロキタイランド - 自動車部品の製造・販売
  - シロキ GT LLC - 自動車部品の製造・販売
  - サンサークル - 鉄道車輌シートの製造・販売
- シロキクリエイトサービス - 人材派遣、警備
- シロキU.S.A. - 人材派遣
- 東急車輛製造 - 近年の需要減少と競争の激化により抜本的な対策が必要になったとして、2012年4月1日付で以下の3事業に会社分割を行い、同年4月2日にそれぞれ東日本旅客鉄道（JR東日本）と新明和工業に株式譲渡された。2014年に横浜金沢プロパティーズに社名変更、2016年に東京急行電鉄に吸収合併[14]。
  - 鉄道車両事業 - JR東日本に株式譲渡され、総合車両製作所へ社名を変更。
  - 立体駐車装置事業  - 新明和工業に株式譲渡され、東京エンジニアリングシステムズへ社名を変更。2018年4月1日、新明和パークテックへ再度社名を変更。
  - 特装自動車事業 - 新明和工業に株式譲渡され、東邦車両サービスへ社名を変更。
- 東急パーキングシステムズ  - 2012年4月2日、新明和工業に株式譲渡され東急グループを離脱。同日に東京パーキングシステムズへ社名を変更。2014年4月1日、東京エンジニアリングシステムズに吸収合併され消滅。
- 東急車輛特装 - 2012年4月2日、新明和工業に株式譲渡され東急グループを離脱。同日に東邦車両へ社名を変更。
- 東急車輛サービス - 2012年4月2日、新明和工業に株式譲渡され東急グループを離脱。同日に東邦車両サービスへ社名を変更。
- 東急車輛エンジニアリング - 2012年4月2日、総合車両製作所の子会社となり東急グループを離脱。同日にJ-TREC デザインサービスに社名を変更。
- 京浜鋼板工業 - 2012年4月2日、総合車両製作所の関連会社となり東急グループを離脱。2013年3月に解散。
- 白馬観光開発 - 白馬八方尾根スキー場等。2012年11月1日、日本スキー場開発に株式譲渡され東急グループを離脱。
  - コミュニティー白馬 - 白馬岩岳スキー場の運営、人材派遣等
  - 栂池ゴンドラリフト
  - 岩岳リゾート
  - 信越索道メンテナンス
- 日東タイヤ（旧） - 旧昭和ゴム（当時社名：昭和護謨、現：昭和HD）よりタイヤ事業を含む一部事業を分離、当時の東急により設立。のちに1961年10月に株式上場（東証2部）を果たすも、業績不振が続き、当時の三菱化成工業（現：三菱ケミカル）に株式譲渡され、東急グループを離脱。その後はタイヤ以外の事業（建材・景観材・車両部品・産資他）に経営資源を集中。祖業のタイヤ事業は提携先の東洋ゴム（旧菱東タイヤを合弁で設立→同社へ吸収合併）に事業譲渡、販売・営業部門を「ニットータイヤ（新）」へ移管。
- 東京トヨタディーゼル - 1980年解散
- トヨタカローラ東急（旧：神奈川トヨタディーゼル→横浜トヨタディーゼル） - 1972年、トヨタカローラ横浜に吸収合併
- 東急コンビニエンスシステム - コンビニエンスストアam/pmをフランチャイズ運営していたが、am/pmがファミリーマートに吸収合併され、ブランド統一されたのに合わせて、ティーアール・フーズに吸収された。
- パン・パシフィック・ホテル・アンド・リゾーツ - 東急ホテルズが経営する「パン パシフィック 横浜ベイホテル東急」（現：横浜ベイホテル東急）を除いて、2007年（平成19年）3月に売却され、「パン パシフィック 横浜ベイホテル東急」も2013年（平成15年）3月末をもってパン・パシフィック・ホテル・アンド・リゾーツとの契約が満了した。
- 東急ステーションリテールサービス（旧社名：東弘商事） - 東急各線の駅構内売店「toks」などを運営していたが、2022年（令和4年）3月に東急ストアに吸収合併。
- 東急ハンズ - 都市型ホームセンター（東急ハンズ、ハンズ・ビー）、専門店（アウトパーツ）、アウトレットショップ（ボックスアウトレット）の運営および地方都市の既存商業施設等の中に期間限定で出店（トラックマーケット）。2022年3月31日にカインズに売却し東急グループを離脱[15]。同年10月1日に社名、10月26日に店舗ブランド名を「ハンズ」に変更。
- 旭海運 - 1946年、東京急行電鉄により東京都港区に設立。現在は日本郵船の関連会社。
- 東急スポーツオアシス（東急不動産出資） - フィットネスクラブ「東急スポーツオアシス」。2024年3月にルネサンスに売却し、グループを離脱[16]。同年4月に社名を「スポーツオアシス」に変更[17]。

## テレビ番組
- 日経スペシャル ガイアの夜明け 甦れ！夢のマイホーム「～中古住宅の新たな活用法～」（2007年7月10日、テレビ東京）[18]。- 住宅再生事業を取材。

## 提供番組
2025年現在
- 東急ジルベスターコンサート（テレビ東京）

過去
- 斉藤由貴 ネコの手も借りたい（ニッポン放送）
- 東急ゴールデン・ヒットショー（NET）
- 東急ホームショー ゆかいな広場（NET）
- まんがはじめて物語（TBS・北海道放送） - ローカルセールスの番組で、この2局はスポンサードネットだった。また、随所に東急電車・バスの車両や東急百貨店のデパート・包装紙などが使われ、全面的なバックアップもなされていた。[要出典]
- サンデーモーニング（TBS） - 2013年頃まで9時台に関東ローカルで放映されていた。[要出典]
- 防災×365（MXテレビ、現在のTOKYO MX）※東京NEWSに包含される前の独立番組時代[要出典]
- バケモノの子渋谷ロケーションプロジェクト[19]
- 環境クライシス[20]（フジテレビ）